# Akademie 55plus
Akademie 55plus ist ein ehrenamtlicher und gemeinnütziger Verein für selbstorganisierte Bildung für Menschen ab dem 55. Lebensjahr. Dieser wurde im Jahr 2006 in Darmstadt gegründet, mittlerweile gibt es die Akademie 55plus auch in Kassel. Ziel des Vereins ist es Menschen, die vor dem Ausscheiden aus dem Beruf stehen oder bereits ausgeschieden sind, neue Möglichkeiten der Lebensgestaltung zu bieten.

## Entstehung und Organisation
Die Akademie wurde im Mai 2006 in Darmstadt auf Initiative von Heidrun Bleeck nach dem Vorbild der englischen University of the Third Age als gemeinnütziger eingetragener Verein gegründet. Von den 1.396 Mitgliedern (467 Männer, 925 Frauen, 4 Firmen Stand 7.1.25 www.aka55plus.de) arbeiten ca. 12 % aktiv mit, indem sie Veranstaltungen anbieten, beraten oder organisatorische Arbeiten erledigen. Der Vorstand der Akademie 55plus, der aus neun Mitgliedern besteht, wird für jeweils zwei Jahre von der Mitgliederversammlung gewählt. Ihm zur Seite steht ein ebenfalls gewählter Beirat.
Mit der Unterstützung durch den Verein wurde im Juni 2008 eine Akademie 55plus in Kassel gegründet.

## Bedeutung für die Stadt Darmstadt und die Region
Laut Demografiebericht 2012 für die Stadt Darmstadt ist bis 2025 und darüber hinaus mit einem enormen Anwachsen der Bevölkerung über 60 Jahre zu rechnen. Während es Aufgabe der Stadt Darmstadt ist, die notwendige Infrastruktur zu sichern, die es älteren Menschen ermöglicht, ein selbstbestimmtes Leben zu führen und die Planung der Altenhilfe fortzuschreiben, bietet das Konzept Akademie 55plus älteren Menschen, die nach Kontakt und neuen Herausforderungen suchen, ein Betätigungsfeld. Sie können Kompetenzen, die während der beruflichen Tätigkeit erworben wurden, in Vorträgen und Kursen weitergeben oder neue Interessengebiete erschließen, bspw. indem sie eine neue Sprache lernen, sich mit Internet und neuen Medien auseinandersetzen oder gemeinsam kulturelle Angebote in der Region und darüber hinaus wahrnehmen.
Zwei Drittel der Mitglieder kommen aus Darmstadt, das restliche Drittel stammt aus den umliegenden Regionen.

## Angebote
Neben Sprachen, Literatur, Geistes- und Naturwissenschaften, bietet die Akademie 55plus altersgemäße Angebote im Bereich Bewegung, Sport und Spiel sowie im Umgang mit neuen Medien an. Weitere Schwerpunkte sind die Förderung von Begegnungen zwischen älteren Menschen aus den Partnerstädten sowie bürgerschaftliches Engagement.

## Auszeichnungen
Im März 2012 wurde die Akademie für ihr herausragendes Engagement zum Wohle der Gemeinschaft und für die Förderung der sozialen und kulturellen Interessen sowie die Steigerung der Lebensqualität von Seniorinnen und Senioren mit dem Ludwig-Metzger-Preis der Sparkasse Darmstadt ausgezeichnet.